# Savana tigrata

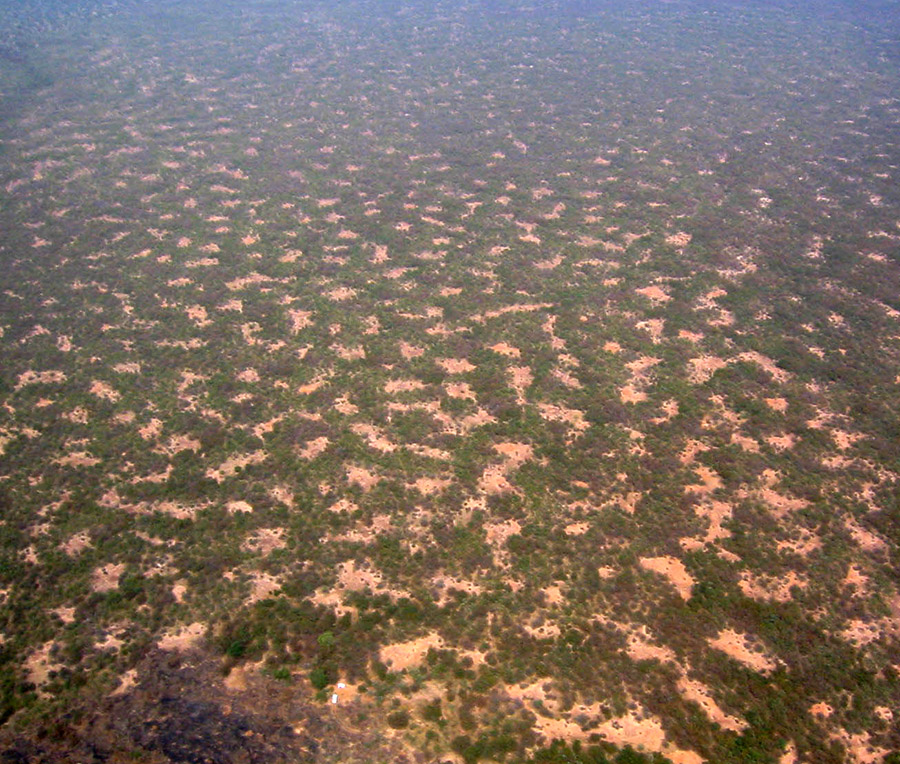
Veduta aerea di un tratto del parco nazionale W (Niger). La distanza tra le fasce di vegetazione è di 50 metri.

La savana tigrata (in francese brousse tigrée) è una delle forme più sorprendenti di suolo poligonale. Identificata per la prima volta in Africa occidentale grazie a fotografie aeree, questo tipo di terreno è costituito da fasce alternate di vegetazione e terreno nudo allineate alle linee di contorno. Viste dall'alto, queste fasce o archi formano uno schema caratteristico che ricorda quello delle strisce sul manto di una tigre.
Questa particolare disposizione della vegetazione è stata rinvenuta in varie parti del globo: in Australia viene chiamata mulga groves, in Messico mogote. A seconda delle località le bande di vegetazione possono essere costituite da piante erbacee (Mauritania, Somalia, Sudan), arbusti (Australia, Messico) o alberi (Australia, Mali, Niger). È presente solamente quando si verificano particolari condizioni: precipitazioni annue scarse (75-650 mm), pendenza del terreno dolce e uniforme (0,2-2%) e suolo crostoso. Questi fattori favoriscono un deflusso idrico sufficiente a produrre un flusso superficiale su una distanza di alcune decine di metri, ma insufficiente ad innescare la concentrazione del deflusso in rivoli (rill). Nei terreni più pianeggianti, la vegetazione non appare «tigrata», ma «macchiata» a causa del deflusso non direzionale dell'acqua.